# Journal of Japanese Studies
（The Journal of Japanese Studies、略称：JJS）はダブルブラインド査読制の学術雑誌であり、日本に関する研究論文を掲載する。1974年に創刊されて以来、独創的で根拠に基づく人文科学・社会科学の論説を広めることを使命としている。上記に加えて書評や、近年注目を集めている研究テーマと出版物を評価する「観点（Perspective）」エッセイも掲載する。
夏季と冬季の年２回の定期刊行（紙・電子書籍）。現在の編集長はサビーネ・フリューシュトゥック（Sabine Frühstück）とモーガン・ピテルカ（Morgan Pitelka）、書評編集担当はジェサミン R. エイブル（Jessamyn R. Abel）。
本誌はSociety for Japanese Studiesを代表するカリフォルニア大学出版局により出版されるが、Project MUSEやJSTORなどのオンラインデータベースにおいても閲覧可能である。